# Omen II
Omen II (ang. Damien: Omen II) – amerykański horror z 1978 roku w reżyserii Dona Taylora. Występują m.in. William Holden, Lee Grant, Sylvia Sidney, Lew Ayres, Robert Foxworth i Jonathan Scott-Taylor. Jest to kontynuacja filmu Omen z 1976 roku i drugi film z serii.

## Obsada
- William Holden – Richard Thorn
- Lee Grant – Anna Thorn
- Jonathan Scott-Taylor – Damien Thorn
- John J. Newcombe – Teddy
- Lucas Donat – Mark Thorn
- Leo McKern – Carl Bugenhagen (niewymieniony)
- Robert Foxworth – Paul Buher
- Nicholas Pryor – Dr. Charles Warren
- Sylvia Sidney – Ciotka Marion
- Lew Ayres – Bill Atherton
- Lance Henriksen – Sierżant Daniel Neff
- Elizabeth Shephard – Joan Hart
- Meshach Taylor – Dr. Kane
- Allan Arbus – Pasarian
- Fritz Ford – Murray
- John Charles Burns – Butler
- Paul Cook – Pułkownik
- Diane Daniels – Jane
- Robert E. Ingham – Nauczyciel
- William B. Fosser – Minister
- Corney Morgan – Technik w cieplarnii
- Russell P. Delia – Kierowca TIRa

## Fabuła
Akcja rozgrywa się siedem lat po wydarzeniach z pierwszego filmu. Damien Thorn ma już dwanaście lat i mieszka z wujkiem Richardem Thorne’em - zamożnym przedsiębiorcą, Anną - drugą żoną wuja, i Markiem - synem Richarda z pierwszego małżeństwa.
Młody Damien nie zna jeszcze swego prawdziwego potencjału, ale inni zaczynają podejrzewać, że nie jest on takim słodkim chłopcem na jakiego wygląda. Damien ma zarówno sojuszników, którzy chcą pomóc chłopcu zająć należne mu miejsce Antychrysta, jak i wrogów, takich jak samotnych reporterów, lekarzy, naukowców, kolegów, starających się powstrzymać Damiena i ostrzec jego przybranych rodziców.
Damien nie waha się zabić nawet bliskiego mu kuzyna Marka, gdy tamten odmawia mu lojalności.
Sztylety Megiddo z pierwszego filmu (zgodnie z logiką serii jedyna rzecz zdolna zgładzić Antychrysta) pojawiają się ponownie.

## Uśmiercenia
| Postać                           | Rodzaj śmierci                                                                                  |
| -------------------------------- | ----------------------------------------------------------------------------------------------- |
| Carl Bugenhagen i Michael Morgan | Żywcem pogrzebani na początku filmu.                                                            |
| Ciotka Marion                    | Atak serca podczas próby przepędzenia szatańskiego kruka z sypialni.                            |
| Joan Hart                        | Pod kołami TIRa po tym jak kruk wydłubał jej oczy.                                              |
| Bill Atherton                    | Wpadł pod zamarznięte jezioro i utopił się (lub zamarzł).                                       |
| Pasarian i Asystent              | Zagazowani przez trujące opary podczas wycieczki z Damienem i innymi kadetami szkoły wojskowej. |
| Dr Kane                          | Rozerwany na pół przez dwa spadające kable w windzie.                                           |
| Mark Thorn                       | Damien wywołuje w nim tętniaka po tym, jak Mark odmawia przyłączenia się do niego.              |
| Charles Warren                   | Zmiażdżony przez dwa wagony kolejowe przez „opętany” silnik Diesla.                             |
| Richard Thorn                    | Zasztyletowany przez Annę sztyletami, którymi sam chciał zabić Damiena.                         |
| Anna Thorn                       | Pochłonięta przez ogień, gdy Damien niszczy kotłownię.                                          |